# مارجوري جي هورنينغ
مارجوري جانيس جروثيس هورنينغ (بالإنجليزية: Marjorie G. Horning)‏ (ولدت في 23 من أغسطس لعام 1917)، عالمة أمريكية في مجال الكيمياء الحيوية والصيدلة. تعتبر واحدة من رواد تقنية الكروماتوغرافيا، والتي استخدمتها في دراسة استقلاب الأدوية. حيث أثبتت إمكانية انتقال المخدرات ونتائج استقلابها من المرأة الحامل إلى جنينها، وإمكانية انتقالها أيضاً عن طريق حليب الأم المرضعة. أتاح عمل هورنينج الوقاية من بعض العيوب الخلقية، حيث بدأ الأطباء يحذرون من مخاطر المخدرات والكحول والتدخين أثناء الحمل.

## النشأة والتعليم
ولدت مارجوري جانيس جروثويس في 23 أغسطس 1917 في ديترويت، ميشيغان، لنينا جين بوتر وهيرمان جروثويس. درست في كلية غوتشر في بالتيمور بولاية ماريلاند، وتخرجت بدرجة البكالوريوس في الآداب عام 1938. ومن ثم التحقت بجامعة ميشيغان، وتخرجت منها بدرجة الماجستير في العلوم عام 1940، ودكتوراه في الفلسفة عام 1943.
أثناء دراستها في جامعة ميشيغان، التقت مارجوري بزوجها المستقبلي، إيفان سي. هورنينغ (1916-1993)، الكيميائي والمعلم. وتزوجا في 26 ستمبر من عام 1942
عملت كأستاذة مساعدة في قسم طب الأطفال في مستشفى جامعة ميشيغان حتى عام 1945.

## مسيرتها المهنية
انتقلت هورنينغ مع زوجها إلى جامعة بنسلفانيا في فيلادلفيا عام 1945، وعملت هناك حتى عام 1951.
في عام 1950، عين إيفان رئيساً لمختبر الكيمياء الخاص بالمنتجات الطبيعية في المعاهد الوطنية الصحية في بيثيدا بولاية ماريلاند. وفي عام 1951، حصلت مارجوري على منصب باحث كيميائي في المعهد القومي للقلب التابع للمعاهد الوطنية الصحية. وبقيت هناك حتى عام 1961.
ثم في عام 1961، انتقل الزوجان إلى كلية بايلور للطب في هيوستن، تيكساس.
أصبحت مارجوري أستاذةً مشاركة في مركز أبحاث الدهون في بايلور. بعد ذلك في عام 1969 أصبحت مارجوري رئيسةً لقسم الكيمياء الحيوية في نفس المعهد.
وفي عام 1981، أصبحت أستاذةً مساعدة للكيمياء والفيزياء الحيوية في جامعة هيوستن، والتي تعاقدت معها بالتزامن مع منصبها في بايلور.
عملت في مجال تحرير استقلاب المخدرات والتخلص منها، والكيمياء التحليلية، وعلم السموم وعلم الأدوية التطبيقي، ومجلة الكروماتوغرافيا، واتجاهات العلوم الدوائية، وعلم الصيدلة الحيوية والتخلص من المخدرات.
في عام 1984، أصبحت هورنينغ أول رئيسة امرأة للجمعية الأمريكية لعلوم الصيدلة والعلاجات التجريبية (ASPET). مارجوري كانت قد شغلت مسبقاً منصب وزير الخزانة من 1981-1982. حيث كانت أيضاً عضواً في الجمعية الأمريكية لتقدم العلوم.

## أبحاثها
نشرت هورنينغ أكثر من 200 مقالة علمية حول الكيمياء الحيوية، وعلم الصيدلة، والكيمياء التحليلية.
كانت مارجوري وزوجها إيفان رائدين في مجال الكيمياء الحيوية التحليلية، في تطبيقات الكروماتوغرافيا على الغازات، وقياس الطيف الكتلي، والتحليل الطيفي للغاز، والكتلة السائلة. طورا تقنيات ثورية لدراسة استقلاب الأدوية والعقاقير وتتبع المنتجات التي تنتجها الأدوية أثناء استقلابها وانتقالها إلى أنسجة الجسم. ساعدت مارجوري على تطوير طرق جديدة للتحليل الكروماتوغرافي لدراسة استقلاب المخدرات، بما في ذلك إجراءات التنميط الأيضي ودراسة المنشطات الكظرية.
دققت هورنينغ في موضوع استقلاب الأدوية ومنتجاتها عند البشر، مع إيلاء اهتمام خاص لانتقالها في فترة الحمل بين المرأة الحامل وجنينها، أو من المرأة المرضع لطفلها الصغير. أظهر عملها أن الأدوية ومنتجاتها تنتقل من الأم للطفل عبر المشيمة ويمكن أن تؤثر على الطفل الذي لم يولد بعد. قبل بحثها، كان يُعتقد أن المشيمة بمثابة حاجز يمنع مرور أي نوع من المواد الضارة عبره. بعد ذلك، وبسبب اكتشافها وأبحاثها أصبح هناك تغيير كبير في طريقة تعامل الأطباء مع المرأة الحامل والذي أسفر عن الوقاية بشكل كبير من العيوب الخلقية المرتبطة بالأدوية والمخدرات، حيث بدأ الأطباء في الثمانينيات بتحذير النساء من مساوئ تناول المخدرات وشرب الكحول والتدخين أثناء الحمل. أثبتت هورنينغ أن هذه المواد تنتقل عبر حليب الأم المرضع للطفل الصغير أيضا.
لدى مارجوري أيضاً دراسة مهمة أعدتها بالتعاون مع لورين الدين براون وتوماس زيون وآخرون حول استخدام اللعاب في مراقبة الأدوية العلاجية وتركيزها في الجسم حيث قاموا بقياس تراكيز بعض المواد مثل الفينوباربيتال، الفينيتوين، بريميدون، ايثوسكسيميد، مضاد البروتين والكافيين في عينات مأخوذة من اللعاب وعينات أخرى مأخوذة من البلازما عبر تقنية الكروماتوغرافيا الغازية بالكمبيوتر (GC / MS / COM) ومناعة المناعة الإنزيم.
تم جمع اللعاب من عدة مصادر، فكان المختلط من أجل دراسة البيروبيلين والكافيين، وكان اللعاب المأخوذ من الغدة النكفية لدراسات الفينوباربيتال، بريميدونن، الإيثوكسيميد والفينيتوين. وأثبتوا أن قيم المنتجات الموجودة في اللعاب تتوافق بشكل كبير مع الموجودة في البلازما.
كانت عضواً طويل الأمد في جمعية علم السموم وعملت مع البرنامج الوطني لعلم السموم الذي أنشئ في عام 1978 لتحديد المواد الكيميائية السامة. حيث تم استخدام أكثر من 48000 مادة كيميائية في الولايات المتحدة في ذلك الوقت، وتواجد كثير منها في الإضافات الغذائية، أو المنتجات الطبية والمنزلية.

## الجوائز والتكريمات
- جائزة فرانك هـ. فيلد وجو ل. فرانكلين في مطياف الكتلة (وهي تقنية تحليلية لتحديد العناصر المكونة لمادة أو جزيء ما. ويستخدم أيضا لتوضيح البنى الكيميائية للجزيئات)، من الجمعية الكيميائية الأمريكية، بالتشارك مع إيفان هورنينغ، 1990 [11][17]
- ميدالية تسويت للكروماتوجرافيا، في الندوة الدولية للتقدم في علم الكروماتوغرافيا 1987 [8][18]
- عضو فخري وطني بلوتا سيغما باي (جمعية الشرف الوطنية للنساء في علم الكيمياء)، 1985 [19]
- جائزة Alumnae Athena، جامعة ميشيغان، 1980[16]
- ميدالية غارفان أولين من الجمعية الكيميائية الأمريكية، 1977 [20]
- دكتوراه فخرية من كلية غوتشر، 1977 [4][14]

## إنسانياً
كانت مارجوري هورنينغ محبة للفن وداعمة وأمينة سر لمتحف الفنون الجميلة في هيوستن.